# Psychotria furcata
Psychotria furcata är en måreväxtart som beskrevs av Dc.. Psychotria furcata ingår i släktet Psychotria och familjen måreväxter. Inga underarter finns listade i Catalogue of Life.